# بن هال
بن هال (انگلیسی: Ben Hall؛ ‏ ۱۸ مارس ۱۸۹۹ – ۲۰ مهٔ ۱۹۸۵) بازیگر اهل ایالات متحده آمریکا بود.
از فیلم‌هایی که وی در آن نقش داشته‌است، می‌توان به آنی در گرین گیبلز، غرور و تعصب، برادر کوچولو، کلمنتاین عزیزم و اخبار داغ اشاره کرد.